# 존 채드윅
존 채드윅(John Chadwick, 1920~1998)은 영국의 고고학자이다. 1952년 이래 건축학자 마이클 벤트리스에 협력, 이른바 미케네 문서의 해독(解讀)에 고전학 전문가로서의 지식을 제공하여 그것이 그리스어임을 실증했다.

## 같이 보기
- 마이클 벤트리스